# تهمینه (فیلم)
تهمینه (ترکی آذربایجانی: Təhminə) یک درام عاشقانه آذربایجانی محصول سال ۱۹۹۳ است.